# コーニンギン・レゲンテス級海防戦艦
| コーニンギン・レゲンテス級海防戦艦   | コーニンギン・レゲンテス級海防戦艦 |
| ------------------------------------ | --- |
| 竣工時の「コーニンギン・レゲンテス」 | |
| 艦級概観                             | |
| 艦種                                 | 海防戦艦 |
| 艦名                                 | 人名 |
| 前級                                 | Evertsen級 |
| 次級                                 | マールテン・ハーペルソン・トロンプ |
| 性能諸元                             | |
| 排水量                               | 常備：5,002トン 満載：-トン |
| 全長                                 | 96.62m |
| 全幅                                 | 15.19m |
| 吃水                                 | 5.82m |
| 機関                                 | ヤーロー式石炭専焼缶6基 ＋三段膨張式レシプロ機関2基2軸推進 |
| 最大 出力                            | 6,500hp |
| 最大 速力                            | 16.5ノット |
| 航続 距離                            | 9.25ノット/4,100海里 |
| 燃料                                 | 石炭：750トン |
| 乗員                                 | 340名 |
| 兵装                                 | クルップ 1902年型 C/94 24cm（40口径）単装砲2基 クルップ 1866年型 15cm（40口径）単装速射砲4基 クルップ 1895年型 7.5cm（40口径）単装速射砲8基 オチキス 1879年型 3.7cm（23口径）5連装回転式機砲4基 45cm水中魚雷発射管単装3基 |
| 装甲                                 | クルップ鋼製 舷側：100～152mm（水線部主装甲）、120mm（最上甲板） 甲板：50mm 主砲塔：250mm（前盾） 主砲バーベット部：250mm 司令塔：250mm                                                                                   |

コーニンギン・レゲンテス級 (HNLMS Koningin Regentes class) は、オランダ海軍の海防戦艦の艦級である。

## 概要
本艦はオランダ海軍が自国の沿岸警備や植民地の防衛のために造り上げた海防戦艦である。オランダの戦略ドクトリンとして本国は沿岸艦艇を配備するのみとして、富を産出する植民地には海防戦艦や駆逐艦を配置して防衛する戦略を採っており、本艦も本国よりも植民地に優先配備されていた。

## 艦形

コーニンギン・レゲンテス。

船体形状はこの当時の列強主力艦と同じく、排水量に比較して凌波性を良くするために乾舷が高められた平甲板型船体を採用している。水面下に衝角の付く艦首から全く傾斜のない艦首甲板上に「クルップ 1902年型 24cm（40口径）砲」を収めた単装式の主砲塔が1基、司令塔を下部に組み込み、両脇に船橋（ブリッジ）を持つ箱型の艦橋の背後には簡素な単脚式の前檣、1本煙突の周囲には煙管型の通風筒が立ち、煙突の周囲は艦載艇置き場となっており、2本1組のボート・ダビットが片舷3組ずつ計6組で運用される。簡素な単脚式の後檣、そこから甲板一段分下がって後部甲板上に後ろ向きの24cm単装主砲塔の順である。副砲の15cm単装砲は単装砲架で艦橋の両脇の舷側甲板上に片舷1基ずつ、後檣の左右に片舷1基ずつ計4基を装備した。副砲の首尾線方向への射界を少しでも得るために船体の一部を切り欠いている。この武装配置により艦首尾方向に24cm砲1門、15cm砲2門が、舷側方向に24cm砲2門、15cm砲2門が指向できた。

## 武装

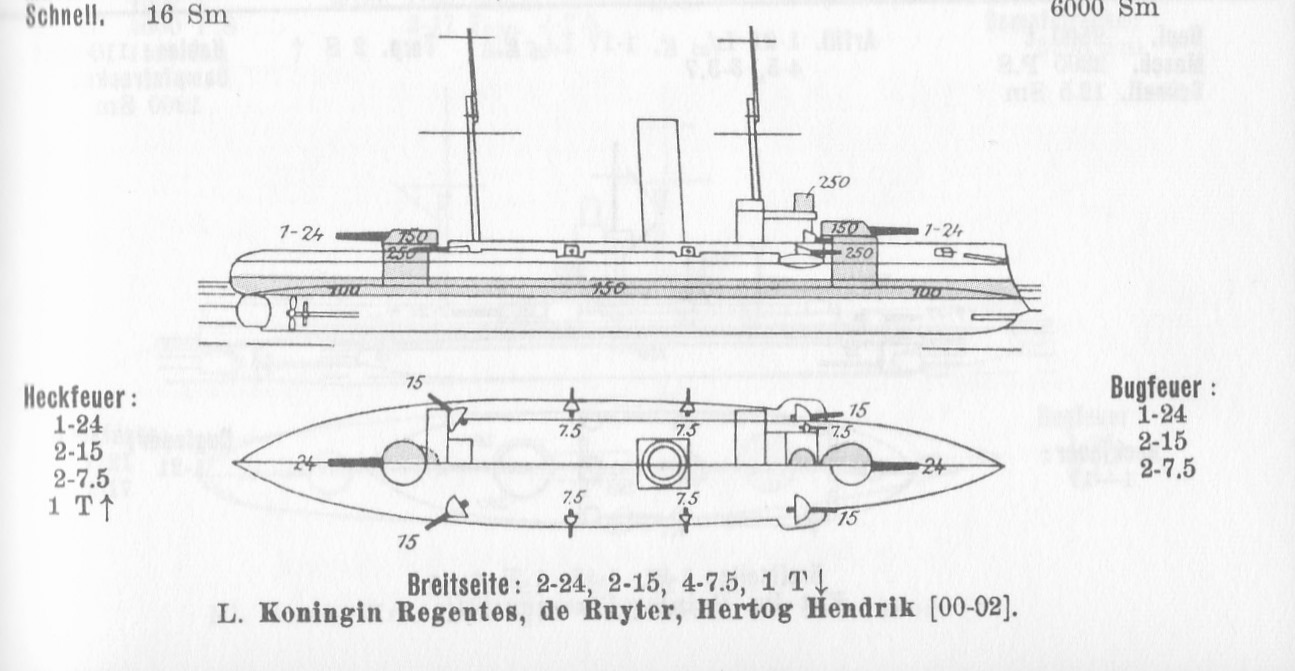
本級の武装・装甲配置を示した図。

### 主砲
本級の主砲には新設計の「クルップ 1898年型 SK L/40 24cm（40口径）砲」を採用した。その性能はドイツ海軍で用いられた140kgの砲弾よりも重い170㎏の徹甲弾を最大仰角20度で14,630mまで届かせることができた。この砲を前級と同じく単装砲塔に収めた。この砲塔の砲身の俯仰・砲塔の旋回は主に電力と水圧で行われ、砲身の俯仰能力は仰角20度・俯角4度で各砲塔の旋回角度は船体首尾線方向を0度として左右120度の旋回角度を持つ。揚弾薬機は電動式で装填機構は自由装填方式を採用しており、どの角度からでも装填が出来た。発射速度は毎分2発であった。

### その他の備砲・水雷兵装
本級の副砲には同じく新設計の「クルップ 1898年型 SK L/40 15cm（40口径）速射砲」を採用した。その性能は重量45.3kgの砲弾を最大仰角20度で射距離13,700mまで届かせる事ができた。発射速度は毎分4～5発、仰角20度・俯角7度であった。旋回角度は艦上の単装砲塔は舷側方向を0度として左右150度、舷側ケースメイト配置は150度の旋回角が可能であった。
他に対水雷艇迎撃用にオチキス社製「オチキス 3.7cm（23口径）5連装ガトリング砲」を単装砲架で10基を艦上に装備した。その他に対艦攻撃用に45cm水中魚雷発射管を単装で艦首に1基、舷側に片舷1基ずつ計3基装備した。

## 同型艦
- コーニンギン・レゲンテス（Koningin Regentes）

- デ・ロイテル（De Ruyter）

- ヘルトーグ・ヘンドリック（Hertog Hendrik）

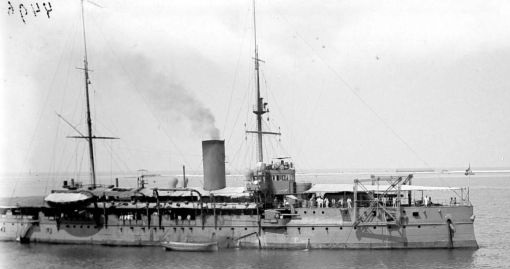
「ヘルトーグ・ヘンドリック」。